# Mithila
Le Mithila (मिथिला (Mithilā)), également connu comme Tirabhukti est une région géographique et culturelle du sous-continent indien, principalement situé dans l'État indien du Bihar, mais couvrant aussi le Teraï oriental (notamment la province du Madhesh) au Népal.
La ville du même nom a été la capitale du royaume de Videha, un État de l'ancienne Inde. Gautama Bouddha a tenu plusieurs enseignements dans cette ville.
Durement touchée par l'invasion musulmane (fin du XIIe siècle), la culture sanskrite du Bengale s'est réfugiée dans le nord du Bihar, à Mithila. C'est ici qu'a fleuri dans un milieu de brahmanes la poésie en langue bengalie, représentée par Vidyapati (en), le premier grand poète en langue bengalie.

## Art
On trouve la peinture du Mithila  (ou Madhubani),
,
 surtout au Népal et dans le Bihar. Le style est originaire de la région du Mithila.